# Восточный университет штата Коннектикут
Восточный университет штата Коннектикут (англ. Eastern Connecticut State University) — общественный университет США, расположенный в Уиллимантике, штат Коннектикут. Один из четырех университетов, входящих в систему Университета штата Коннектикут. Основан в 1889 году.

## История
Возник в 1889 году как Willimantic нормальная школа, задача которой было обучение будущих учителей. В 1890 году город выделил 6 акров земли под кампус. В 1937 году переименована в Willimantic государственный педагогический колледж и стал готовить учителей по 4-летней программе. В 1967 году переименована в Колледж Восточного Коннектикута. В 1983 году приобретает новый университетский статус и стал называться — Университет Восточного Коннектикута.

## Известные выпускники
- Адичи, Чимаманда Нгози — нигерийская писательница